# Orientální ústav Akademie věd České republiky
Orientální ústav AV ČR, v. v. i., je česká vědecká instituce, součást Akademie věd České republiky. Ústav vznikl dne 25. ledna 1922 z podnětů českých orientalistů a tehdejšího československého prezidenta Tomáše Garrigue Masaryka. Prvních 34 členů ústavu prezident jmenoval v listopadu 1927 a patřili mezi ně indolog Vincenc Lesný, egyptolog František Lexa, chetitolog Bedřich Hrozný či arabista Alois Musil nebo Jan Rypka specializující se na Írán.
Původně instituce sídlila v pražském Lobkovickém paláci. K roku 2018 je jejím sídlem akademický komplex Mazanka v Praze 8. Vedle badatelů tu působí též knihovna ústavu. Souběžně s výzkumnou činností ústav pořádá také populárně naučné přednášky pro veřejnost a vydává dva časopisy, a sice od roku 1929 cizojazyčný Archiv orientální a od roku 1945 česky psaný Nový Orient.